# The Landmark 81
The Landmark81 é um arranha-céu localizado na Cidade de Ho Chi Minh (Distrito de Binh Thanh), pelo rio de Saigon no Vietnã. A construção começou em 2014 e terminou em 2018. A altura é de 461,5 metros, o mais alto na cidade, o mais alto neste país, e tem uma área total de 241.000 metros quadrados.